# Onychiurus debilis
Onychiurus debilis är en urinsektsart som först beskrevs av R. Moniez 1889.  Onychiurus debilis ingår i släktet Onychiurus och familjen blekhoppstjärtar. Inga underarter finns listade i Catalogue of Life.